# تامی نیکولز
تامی نیکولز (متولد فوریه ۱۹۷۶) یک سیاستمدار و سخنران آمریکایی است که به عنوان عضو مجلس سنای آیداهو برای منطقه ۱۰ خدمت می‌کند. او همچنین رئیس مشترک انجمن آزادی آیداهو است. نیکولز در بویز، آیداهو به دنیا آمد و در سال ۱۹۹۴ از دبیرستان بویز فارغ‌التحصیل شد. در سال ۲۰۱۶، نیکولز از دانشگاه بریگام یانگ آیداهو فارغ‌التحصیل شد.